# Cristina Manresa Llop
Cristina Manresa Llop (Barcelona, 1968) és una policia catalana, i en l'actualitat, Directora de l'Escola de Policia de Catalunya. Comissaria del cos de Mossos d'Esquadra des del 2009, el juny del 2019 es va convertir en la primera dona al capdavant de la Comissaria Superior de Coordinació Central dels Mossos.
Mare d'una filla de 21 anys i resident a Catalunya, és diplomada en Criminologia i llicenciada en Història de l'Art per la Universitat de Barcelona. El 2006 va cursar el postgrau “Programa superior de Direcció i Gestió de la Seguretat Pública” a la Universitat Oberta de Catalunya (UOC). Té formació en lideratge per a Directius d'ESADE. Va ingressar a la Policia Catalana dels Mossos d'Esquadra l'any 1991, en la quarta promoció, i arribà a comissària, passant per totes les categories. Ha estat cap de la Regió Policial Metropolitana Sud i directora de Pla de seguretat del Mobile World Congress des de 2013. Entre maig de 2017 i maig de 2019 va ser la cap de la Regió Policial Metropolitana Nord, la més gran de Catalunya.
Durant la seva trajectòria, ha rebut diverses condecoracions i premis per la seva tasca professional. És membre del Comitè d'Ètica de la Policia de Catalunya i ha participat en activitats de formació i docència.
El juny del 2019, el nou comissari dels Mossos d'Esquadra, Eduard Sallent, va escollir a Manresa com a número dos del cos.